# Ledus halle "Liepājas metalurgs"
Le Ledus halle "LM" (Letton : palais de glace) est une patinoire situé à Liepaja en Lettonie. Elle est gérée par la SIA Ledus halle "Liepajas Metalurgs".

## Histoire
Le Ledus halle "LM" (anciennement Olympiska Ledus halle) a ouvert ses portes en novembre 1998. Il dispose de 1 143 places assises mais peut accueillir jusqu'à 3 000 personnes. En janvier 2005, la structure a été agrandie (vestiaires agrandis, salle de fitness modernisée, sauna, salle de réunion, cafétéria).
Le club résident est le HK Liepājas Metalurgs qui a donné son nom à la patinoire.
En 2000, le Ledus halle a accueilli une partie des rencontres du Championnat du monde féminin de hockey sur glace - Division I.
Le Ledus halle peut également recevoir des événements culturels.